# Stéphane Hessel
Stéphane Frédéric Hessel (ur. 20 października 1917 w Berlinie, zm. 27 lutego 2013 w Paryżu) – francuski pisarz, dyplomata, działacz ruchu oporu, więzień KL Buchenwald.

## Życiorys
Był synem niemieckiego pisarza pochodzenia polsko-żydowskiego Franza Hessela i dziennikarki niemieckiej Heleny Grund. W roku 1924 przeniósł się wraz z rodzicami do Paryża, w roku 1939 uzyskał obywatelstwo francuskie.
Po wybuchu II wojny światowej i wkroczeniu do Paryża wojsk niemieckich został aresztowany, lecz udało mu się uciec i przedostać do Anglii. W maju 1941 został członkiem francuskiego ruchu oporu. W czerwcu 1944 został ponownie aresztowany przez Gestapo, torturowany i zesłany do KL Buchenwaldu. Skazany na karę śmierci przeżył dzięki temu, że obozowy kapo Arthur Dietzsch dostarczył mu dokumenty zmarłego więźnia Michela Boitela. Pod jego nazwiskiem trafił do obozów Außenlager Rottleberode i Mittelbau-Dora. 6 kwietnia 1945 udała mu się ucieczka z pociągu wiozącego go do KZ Bergen-Belsen.
Po zakończeniu wojny został kierownikiem biura zastępcy Sekretarza Generalnego ONZ Henri Laugier. W roku 1962 utworzył we Francji „Stowarzyszenie ds. Wykształcenia Afrykańskich i Malgaskich Pracobiorców”. W późniejszych latach był czynny głównie jako pisarz.
Z ramienia ONZ i francuskiego MSZ przebywał w krajach Trzeciego Świata działając na rzecz dekolonizacji i pośrednicząc między stronami konfliktów.
W 2010 otrzymał Order Zasługi Republiki Turyngii.
Był autorem wielu książek o zapobieganiu konfliktom.